# Pierre Lelong (General)
Pierre Lelong (* 20. Juni 1891 in Angoulême; † 22. Mai 1947 auf Korsika) war ein französischer General.

## Leben
Lelong schlug eine militärische Laufbahn ein und kam 1910 an die Militärschule Saint-Cyr. Er ging dann zum 22. kolonialen Infanterieregiment der französischen Kolonialtruppen. Im Juli 1914 wurde die Einheit in Richtung Madagaskar verlegt. Während der Fahrt durch das Rote Meer begann der Erste Weltkrieg. Die Einheit kehrte zurück, er wurde in Argonnen eingesetzt. Bei Frignicourt wurde er im September 1914 verwundet. Im Februar 1915 wurde er im Forts Beauséjour gefangen genommen. In deutscher Kriegsgefangenschaft kam er zunächst nach Mainz. Nach fünf Fluchtversuchen wurde er in die Festung Ingolstadt verlegt, wo er bis zum Kriegsende blieb. Zeitweise zählten Charles de Gaulle, Roland Garros und Michail Nikolajewitsch Tuchatschewski zu seinen Mitgefangenen.
1919 wurde er zum Hauptmann befördert und nahm unter General Maurice Janin an der französischen Expedition gegen die Rote Armee im Ural und Sibirien teil. Es folgte ein Einsatz in der Levante, wo er in Syrien gegen arabische Aufstände eingesetzt war. 1922 erfolgte ein Einsatz in Dakar, von wo er aus nach Bilma in der nigrischen Wüste entsandt wurde. Er lernte dort die regionale Sprache und war in der Lage vermittelnd in regionale Auseinandersetzungen einzugreifen.
1926 kehrte er nach Syrien zurück und war an der Spitze des 2. Bataillons des 17. senegalesischen Tirailleurs-Regiments in der Region Hauran im Kampf gegen Drusen eingesetzt. 1928, zwei Jahre nach Ende des Rifkriegs, kam er in das noch unruhige Marokko. Ein weiterer Einsatz führte in wieder nach Bilma, bis er 1935 zurückkehrt und die Offizierswitwe Élise Merit heiratet. Später adoptiert er deren Tochter aus erster Ehe Jacqueline Nonin.
Lelong war dann beim Bau der Maginot-Linie eingesetzt. Es folgte ein Einsatz in Madagaskar, wohin er seine Ehefrau mitnahm. Zum Beginn des Zweiten Weltkriegs im sogenannten Sitzkrieg führte er das 6. Kolonialinfanterie-Regiment und war an der französisch-deutschen Grenze am Saargebiet eingesetzt. Nach dem Wiederabzug der französischen Truppen aus Deutschland lag er mit seiner Einheit im Winter 1939/40 auf dem Plateau von Rohrbach in Lothringen. Mit Beginn des Westfeldzuges im Mai 1940 war er für die Verteidigung des Bereichs Sommauthe zuständig. Letztlich musste er sich nach längerem Widerstand nach Süden zurückziehen. Er übernahm das Kommando der Militärlager von Salses und dann von Rivesaltes. Im November 1940 wurde er aus dem Militärdienst entlassen und verfasste autobiografische Texte.

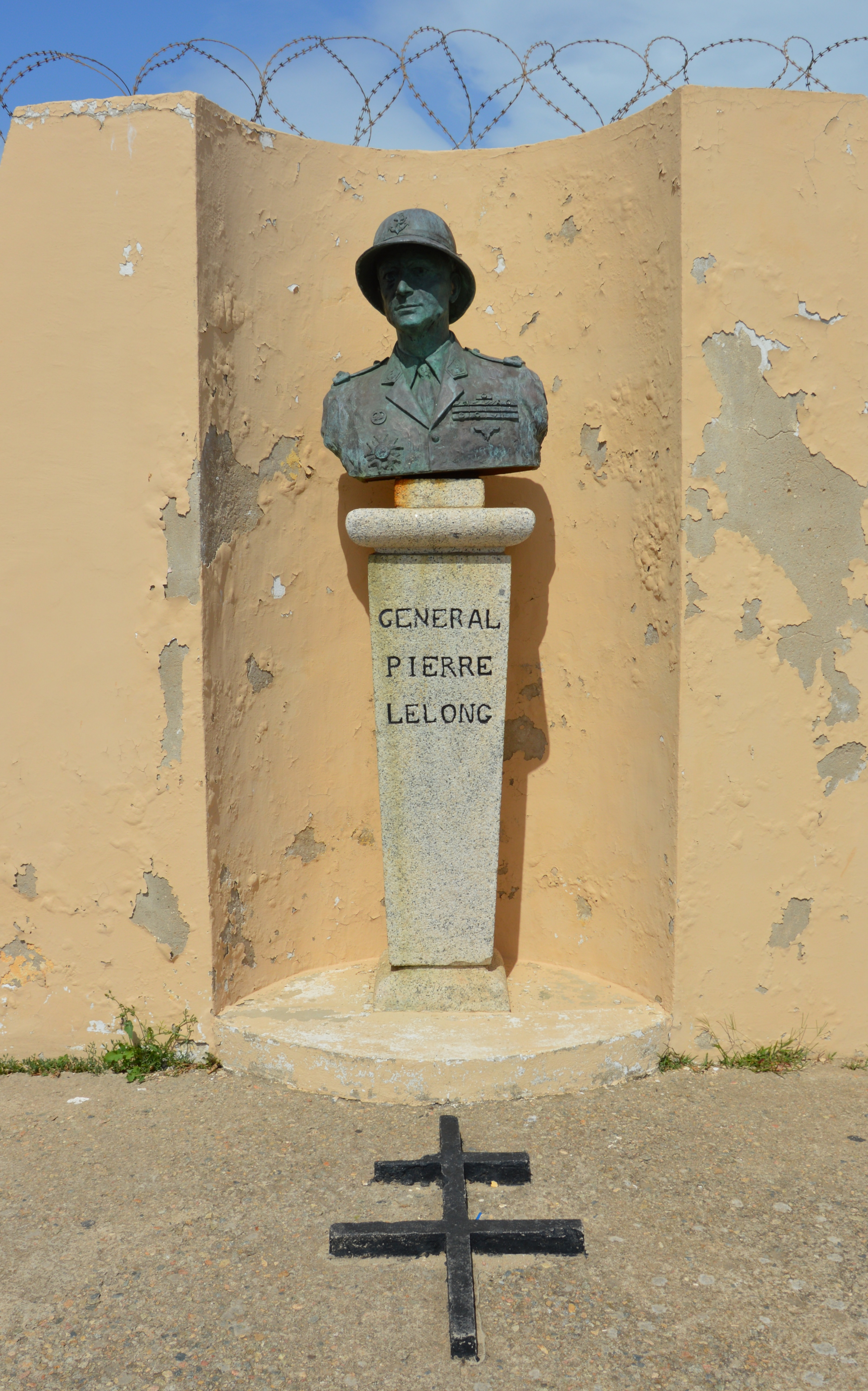
Denkmal für Lelong in Ajaccio

Mit Unterstützung von Oberst Astier de la Villatte gelang es ihm 1942 nach Französisch-Nordafrika zu erreichen. Ihm wurde die Leitung der Schule für Führungskräfte Fort de-l'Eau bei Algier angeboten, er ging dann jedoch nach Marokko, wo er für die Verwaltung der Phosphatminen zuständig war. Dabei handelte es sich jedoch um eine Tarnung für seine militärischen Aufgaben. Er war Mitglied der Pillafort-Gruppe und mit der Vorbereitung der Landung der Alliierten in Nordafrika befasst. Im September 1942 hielt er sich in London auf. Er wurde von de Gaulle zum General befördert und als Nachfolger von General Marie-Pierre Kœnig an die Spitze der ersten Brigade der 1. freien französischen Division nach Tunesien und Libyen geschickt. In dieser Funktion nahm er an den Kämpfen in Nordafrika teil. 1943 bis 1945 war er, trotz seines Wunsches in Frankreich eingesetzt zu werden, wieder nach Madagaskar abkommandiert, wo er die Zivilverwaltung für das freie Frankreich einrichtete. Versuche, seine Familie nachzuholen scheiterten. Seine Ehefrau und Tochter hatten sich seit 1941 in der Resistance beteiligt, 1944 wurden sie in Montgeron verhaftet und im KZ Ravensbrück interniert.
Nach Lelongs Rückkehr nach Frankreich 1945 organisierte er die Ausstellung Überseefrankreich im Krieg und leitete im November 1945 die Wiedereröffnung des militärischen Ausbildungszentrums in Montegron. Im März 1946 wurde er in Tübingen zum Offizier der Ehrenlegion ernannt. 1946 ging er nach Korsika, um die militärische Organisation der Insel zu übernehmen. Hier starb er am 22. Mai 1947, als sein Jeep auf dem Weg nach Bastia auf einer Brücke über den Petrignani verunglückte.
Seine Beisetzung erfolgte auf dem Friedhof von Ajaccio in der Familienkapelle des Bürgermeisters Eugene Macchini. An der Zitadelle Ajaccio befindet sich ein ihm gewidmetes Denkmal.